# Jaranskij rajon
Lo Jaranskij rajon (in russo Яранский район?) è un rajon dell'Oblast' di Kirov, nella Russia europea, il cui capoluogo è Jaransk. Istituito nel 1929, ricopre una superficie di 2.420 chilometri quadrati.